# Інцидент із міс Стоун

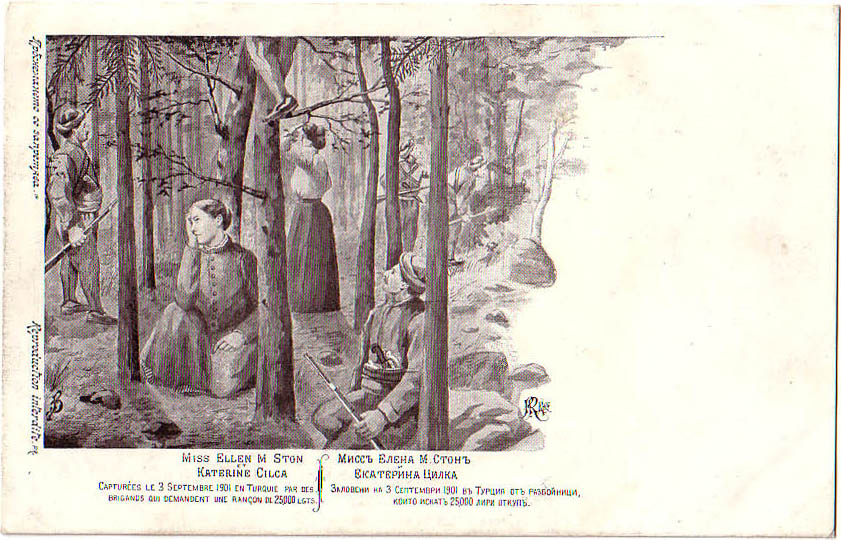
Листівка на якій зображено викрадення Еллен Стоун та Цилки

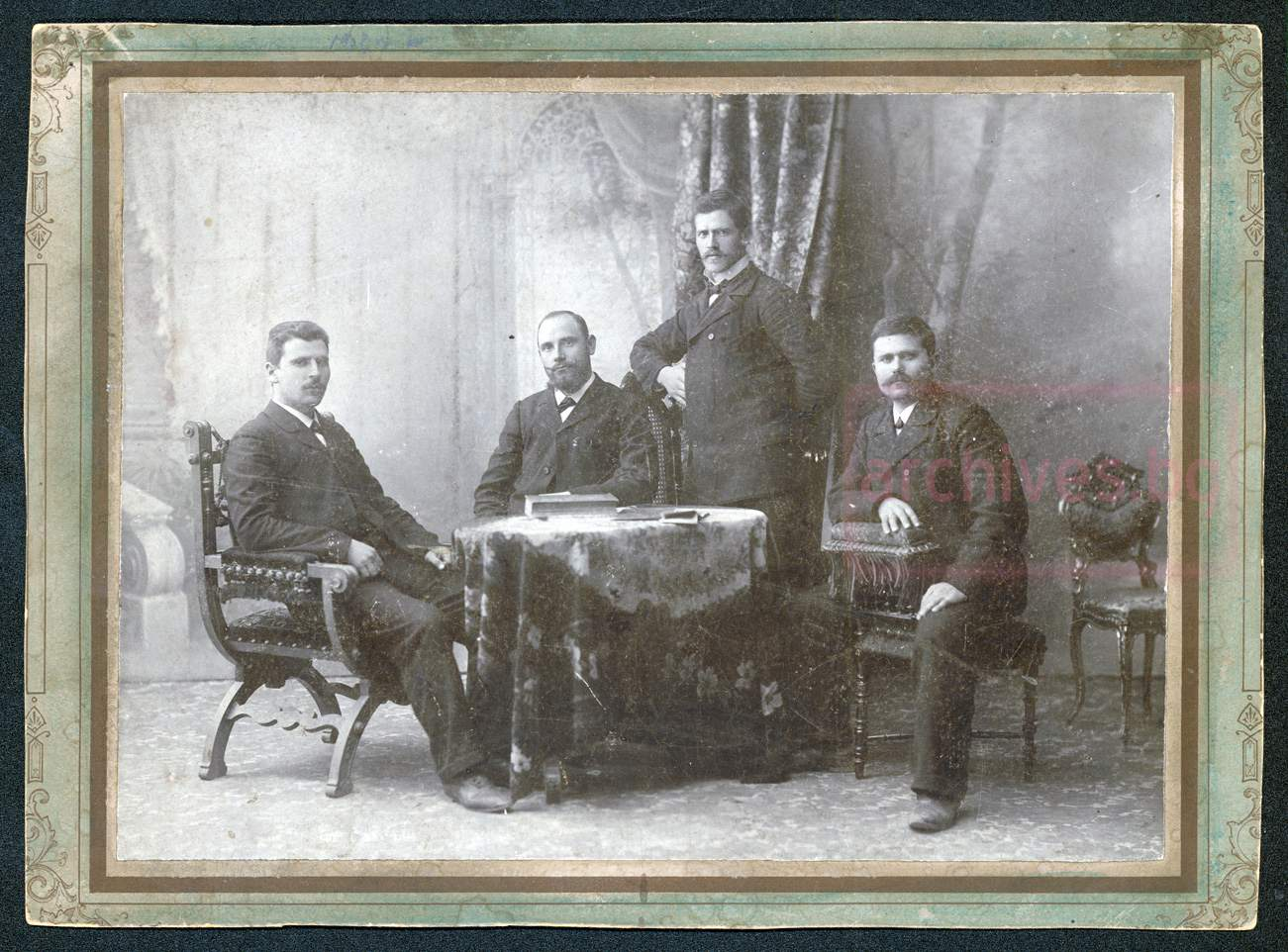
Учасники викрадення: Сава Михайлов, Яне Санданскі, Крсто Асенов та Христо Чернопеєв.

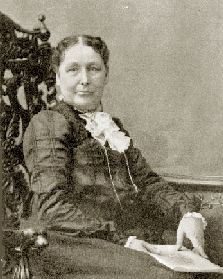
Еллен Марія Стоун

Інцидент із міс Стоун (мак. Афера Мис Стон) — викрадення американської протестантської місіонерки Еллен Марії Стоун та її товаришки в проповідуванні, Катерини Стефанової-Цилки, Внутрішньою македонською революційною організацією.

## Історія
У 1901 році одну з головних проблем, яку мала вирішити Внутрішня македонська революційна організація, була нестача ресурсів для озброєння. Гоце Делчев уповноважив на той момент Михаїла Герджикова здійснити викрадення людини в Македонії, але той не впорався з завданням. Гоце Делчев згодом здійснив дві неуспішні спроби викрасти багатих турків та греків. Потім він склав план для викрадення сина болгарського політика Івана Євстратієва Гешова, який також провалився. Тема фінансової кризи була головною під час обговорення ВМРО на зустрічі в Кюстендилі, Болгарія, влітку 1901 року. На цій зустрічі Гоце Делчев повідомив присутнім, що малі крадіжки тільки заплямовують репутацію організації та не допомагають вирішити фінансову проблему. Санданскі запропонував викрасти Фердинанда I Кобурга під час його візиту до Рильського монастиря, але цей радикальний план не сприйняв Гоце Делчев, який хотів, щоб викрадення відбулося принципово на Османській території. Чернопеєв та Санданскі обговорювали можливість викрадення багатого турка біля Сімітлі, але цей план так і не затвердили. У 1901 році Яне Санданскі, Христо Чернопеєв та Сава Михайлов підготовили план викрадення Сулеймана Бея, але внаслідок його хвороби цей план також провалився.
Санданскі запропонував викрасти протестантського місіонера в Бансько. Загін під керівництвом воєводи Яне Санданські та побратимів Христо Чернопеєва та Кристо Асенова здійснили цю ідею 21 серпня 1901 року. Дві жінки — Еллен Марія Стоун та її товаришка в проповідуванні Катерина Стефанова-Цилка — були викрадені десь між містами Бансько та Благоєвград, тоді ще місто Османської імперії. 
Тоді подія, яка була широко висвітлена в медіа, отримала назву: «Перша сучасна американська криза заручників». Мета викрадення полягала в отриманні великого викупу заради фінансової підтримки ВМРО. Загін переслідувала османська влада та супротивні групи Верховного Македонського комітету. Деколи цей випадок зараховують до ілюстрацій Стокгольмського синдрому (викрадачі допомагали Цилці при народженні дитини). 
Афера закінчилися після інтенсивних переговорів на початку 1902 року, за півроку після викрадення. ВМРО отримали 14 000 османських золотих лір 18 січня 1902 у Бансько. Полонені були звільнені 2 лютого біля міста Струмиця, теперішній Північній Македонії.